# Andrej Boltežar
Andrej Boltežar, slovenski kolesar in trener, * 26. november 1940, Ljubljana, † april 2019.
Boltežar je prvi večji uspeh dosegel leta 1962 z etapno zmago na Dirki po Jugoslaviji, na kateri je leto za tem zmagal v skupnem seštevku, leta 1965 pa je bil drugi. Leta 1966 je zmagal na Dirki po Srbiji, leta 1963 je osvojil naslov jugoslovanskega državnega podprvaka na državnem prvenstvu v cestni dirki. Leta 1966 je osvojil peto mesto na Dirki po Avstriji, večkrat je nastopil tudi na dirki Tour de l'Avenir. Sedemkrat je nastopil na mednarodni Dirki miru, najboljšo skupno uvrstitev je dosegel leta 1964 s 23. mestom. Po koncu kariere je deloval kot trener v ljubljanski Astri, več let je vodil tudi jugoslovansko mladinsko reprezentanco.